# 栗毛

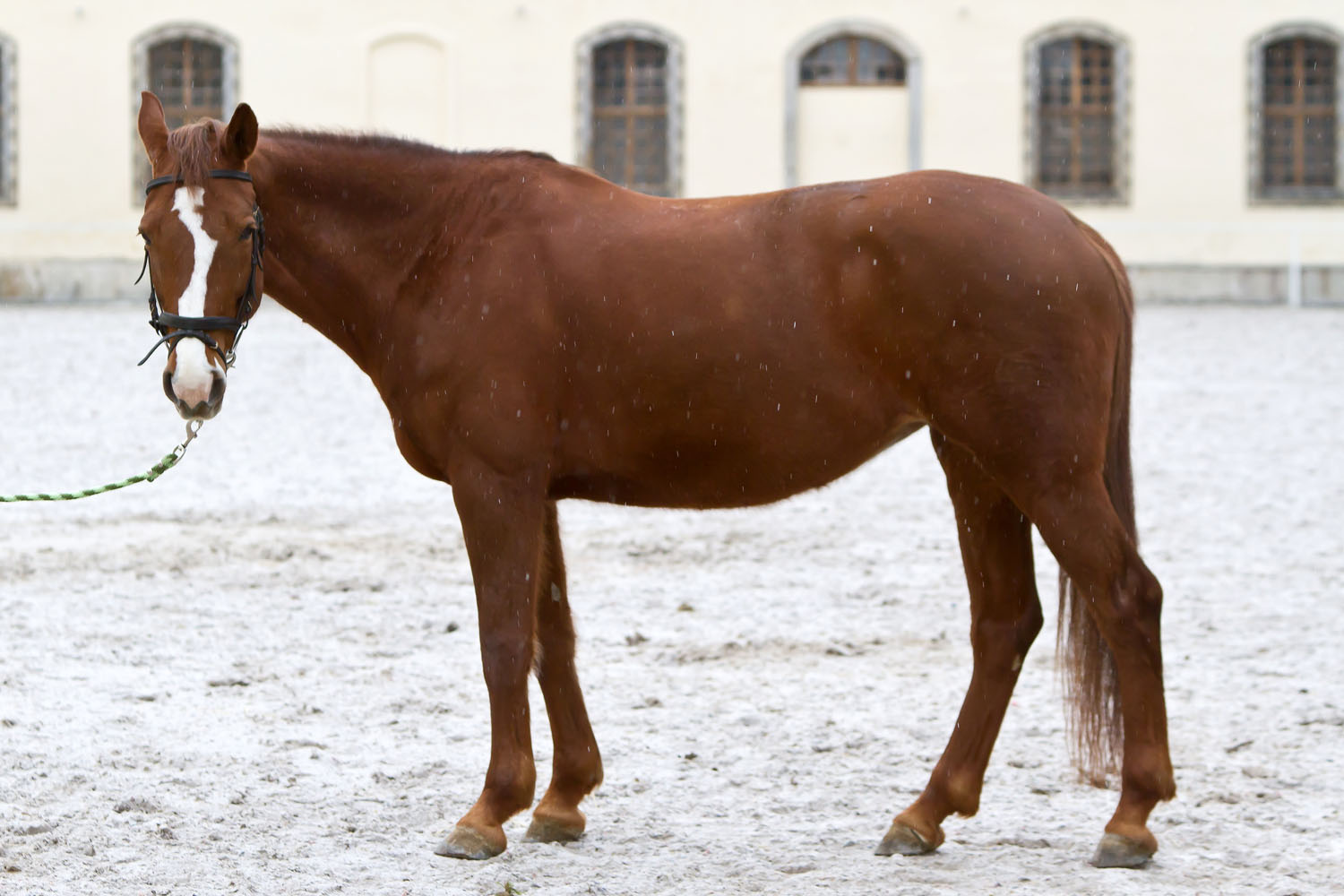
栗毛の馬

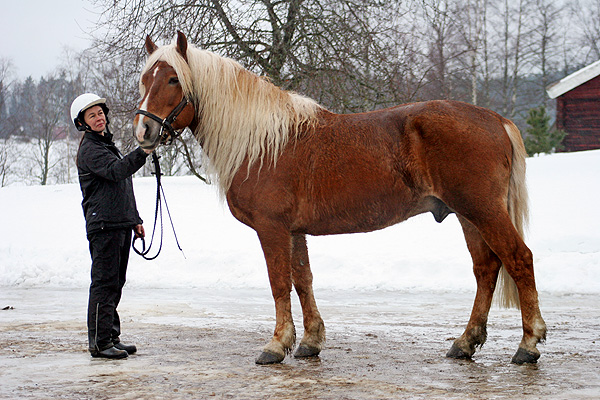
尾花栗毛 (Flaxen chestnut)

栗毛（くりげ、英: chestnut/sorrel、羅: badius/spadix、中: 棗）は、馬の毛色のひとつ。一般に黄褐色（栗色）の毛を持つ馬のこと、またはその状態そのものを指す。

## 特徴
多量のフェオメラニンと、少量のエウメラニンによる全身の黄褐色が特徴である。鹿毛と異なり、部位による色見の違いはあまりない。鹿毛との区別は、体色がより明るいこと、四肢が黒く着色していないことにより行う。他に間違いやすい毛色は栃栗毛、月毛などがある。
鹿毛と並び最も一般的な毛色の一つであり、広い品種にみられる毛色である。おおむね、サラブレッドの1/4、クォーターホースの1/2を占める。明るい長毛を持つ個体を尾花栗毛と呼ぶ。逆に黒い長毛を持つ個体もいる。

## 発現機構
栗毛の原因遺伝子は、MC1R（1型メラノコルチン受容体）のS83F変異型（これを栗毛遺伝子と呼ぶ）である。MC1Rは、MSH（メラニン細胞刺激ホルモン）のシグナルを受け取り、フェオメラニンの合成を抑制し、エウメラニンの合成を促進する機能を持つ。
栗毛遺伝子をホモで持つと、MC1Rの本来の機能が働かず、結果としてフェオメラニンが過剰に合成される。これが栗毛である。メラニン合成系の制御機構は、MC1R遺伝子のコピーが1つのみでも正常に働くため、ヘテロ個体は栗毛にならない。これらは、ヒトにおける赤毛の発現機構と類似している。
なお、栃栗毛や月毛も同様に栗毛遺伝子をホモで持つ。月毛は、栗毛遺伝子に加えてクリーム様希釈遺伝子が作用し、メラニンの総量が抑えられることで起こっている。一方、栗毛と栃栗毛の差がどのように生じているか、現時点では明らかでない。